# Sei giorni di preavviso
Sei giorni di preavviso è un romanzo di Giorgio Scerbanenco del 1940.
È il primo romanzo del ciclo di Arthur Jelling, archivista della Direzione generale polizia di Boston, protagonista di sette libri di Scerbanenco.

## Trama
Philip Vaton è un attore famoso, ma al tramonto della sua carriera. Egli riceve un biglietto minatorio annunciante la sua morte, da avvenire esattamente sei giorni dopo. Arriva un secondo biglietto, che aggiunge un particolare. E poi un terzo: a questo punto interviene la polizia. Le ipotesi sull'identità di chi minacci, spaventi - e il perché - si sprecano. Il giorno previsto per l'omicidio si avvicina. Ad appassionarsi alla faccenda è Arthur Jelling.

## Edizioni
- Sei giorni di preavviso, in Supergiallo n.8, Milano, Arnoldo Mondadori Editore, giugno 1940. - Collana Gialli Italiani Mondadori n.4, giugno 1977; Collana I Maestri del Giallo, Mondadori-De Agostini, 1991.
- Sei giorni di preavviso, a cura di Roberto Pirani, Collana La memoria n.741, Palermo, Sellerio, 2008, ISBN 978-88-38-92278-7.
- Sei giorni di preavviso, Prefazione di Cecilia Scerbanenco, Collana I delfini. Best seller, Milano, La nave di Teseo, dicembre 2020, ISBN 978-88-346-0402-1.